# Andreas Siikkis
Andreas Siikkis (Aradippou, 13 de enero de 2002) es un futbolista chipriota que juega en la demarcación de lateral derecho para el Apollon Limassol de la Primera División de Chipre.

## Selección nacional
Hizo su debut con la selección absoluta de Chipre el 6 de junio contra Bulgaria en un partido amistoso que finalizó con un resultado de empate a dos tras los goles de Nikolas Koutsakos y Konstantinos Laifis para Chipre, y un doblete de Aleksandar Kolev para Bulgaria.

## Clubes
| Club             | País   | Año       | Partidos | Goles |
| ---------------- | ------ | --------- | -------- | ----- |
| Omonia Aradippou | Chipre | 2022-2025 | 72       | 1     |
| Apollon Limassol | Chipre | 2025-     |          |       |